# Chuno (Mtwara)
Chuno ist ein Verwaltungsbezirk (Ward) des Distrikts Mtwara (MC) in der tansanischen Region Mtwara.

## Geografie
Chuno liegt im Südosten von Tansania, es ist ein Bezirk im Westen der Regionshauptstadt Mtwara, der an den Indischen Ozean grenzt. Er grenzt im Norden an Shangani, im Osten an Rahaleo, im Südosten an Chikongola und Tandika, im Süden an Magomeni und im Westen an den Indischen Ozean. Bei der Volkszählung 2022 lebten 9955 Menschen in 2923 Haushalten auf einer Fläche von 3 Quadratkilometern.

## Gliederung
Der Bezirk besteht aus sieben Stadtteilen (Mtaa):
- Miseti
- Namtibwili
- Majengo
- Ligula B
- Ligula A
- Ligula C
- Chuno Kati

## Infrastruktur
- Bildung: Die Chuno Secondary School ist eine staatliche weiterführende Schule,[8] die Call And Vision Secondary School wird privat geführt.[9] Beide bilden Jugendliche bis zur 4. Stufe aus.
- Gesundheit: Das Ligula Hospital ist das Regionalkrankenhaus von Mtwara.[10] Im Bezirk befindet sich auch eine öffentliche Apotheke, die kleine chirurgische Eingriffe vornimmt.[11]